# Frédéric Nsabiyumva
Frédéric Nsabiyumva, född 26 april 1995, är en burundisk fotbollsspelare som spelar för Västerås SK.

## Karriär
I augusti 2022 värvades Nsabiyumva av Västerås SK, där han skrev på ett 1,5-årskontrakt. I november 2023 förlängde Nsabiyumva sitt kontrakt med tre år.